# Підгородинський Прокіп Михайлович
Підгородинський Прокіп Михайлович, за іншими даними по батькові — Миколайович (23 березня 1796 або 1 березня 1796, село Гербине, Подільська губернія — 18 січня 1884 або 25 грудня 1883, Петербург) — український і російський співак. Співав у Придворній співацькій капелі. Був знайомий з Т. Шевченком.

## Біографія
Батько П. Підгородинського був шляхтичем і займався орендою маєтків. Після того як 1803 року у пожежі було знищено майно батька, Прокопа перевезли у Одесу і помістили у хор собору святого Миколая. 1821 року він переїхав у Кишинів і був затверджений у штаті архієрійських півчих Кишинівської єпархії, звідки незабаром переїхав у Петербург і думав прийняти духовний сан, однак після знайомства з Д. Бортнянським, директором Придворної співочої капели, змінив свій намір. 1824 року був представлений імператору Олександру I і прийнятий на службу у Придворну капелу. 1834 року здійснив свою першу поїздку за кордон у почеті Олександри Федорівни, де прусський король подарував йому золоту табакерку. Приблизно в цей час познайомився з Т. Шевченком.
1838 року вдруге їздив за кордон, у Дармштадт, в почеті Олександра Миколайовича. У Дармштадті познайомився з М. Гоголем, В. Жуковським і лейб-медиком Єнохіним.
1844 року був призначений інспектором всіх полкових хорів гвардейської піхоти, а також керуючим правим кліросом Придворної капели. 1846 року знову їздив за кордон. 1850 року був призначений головним наглядачем хорів в усіх військово-навчальних закладах. У 1856 і 1859 роках їздив у Ніццу. 1864 року був звільнений, однак знову був взятий у Придворну капелу. 1875 року виповнилося 50 років перебування Підгородинського у капелі, з нагоди чого він був нагороджений орденом Святого Станіслава 3 ступеня. Був звільнений 4 квітня 1884 року.